# Zed Yago
Zed Yago ist eine deutsche Metal-Band. Zu den bekanntesten Songs von Zed Yago gehören die Ballade The Pale Man und der Black Bone Song.

## Bandgeschichte
Die 1986 ursprünglich als Sedjago gegründete Band um die Frontfrau und Sängerin Jutta Weinhold veröffentlichte 1988 ihr Debütalbum From Over Yonder, das sich mit Zed Yago, der fiktiven Tochter des fliegenden Holländers beschäftigt, die der Band auch den Namen gab. Das Album war für die damalige Zeit recht ungewöhnlich, weil die Verarbeitung von Wagner-Motiven neuartig war. From Over Yonder schaffte es (u. a. vor AC/DC) zur Platte des Monats März 1988 im Musikmagazin Metal Hammer. Bald konnte die Band einen Major-Label-Vertrag mit BMG aushandeln.
Es folgte eine Tour im Vorprogramm von Deep Purple, bevor die Band 1989 selbst ausgiebig als Headliner tourte und im Vorprogramm von W.A.S.P. nach Großbritannien kam. Obwohl auch das zweite Album Pilgrimage, welches in diesem Jahr erschien, von der Presse noch einigermaßen gut aufgenommen wurde (Platz 2 im Metal Hammer Soundcheck Februar 1989), blieb der große internationale Erfolg aus. Gitarrist Jimmy Durand (vormals Jimmy) reaktivierte zusammen mit seiner Ehefrau Yvonne und Claus „Bubi the Schmied“ Reinholdt die Band und trat 1997 auf dem Wacken Open Air auf.
Nach der Veröffentlichung einer Greatest-Hits-CD bei SPV (wie schon das erste Album) im Jahre 2002 folgte u. a. ein Auftritt beim Summer End Festival 2003. Im Jahr darauf spielte die Band im Vorprogramm von Bonfire, bevor im März ihre eigene Tour Welcome To The Return folgte. Am 4. Juli 2005 erschien unter dem Musiklabel Atomic Symphony mit The Invisible Guide das erste Album der neuen Formation, dem im September und Oktober die gleichnamige Tour folgte.
2006 feierten Zed Yago ihr 20-jähriges Jubiläum und brachten 2006 für Twilight Zone Records auch noch ein Live-Album auf den Markt, auf dem zehn Live-Tracks zu hören sind und zwei Titel, die vorher noch nicht veröffentlicht waren. Nach einem schweren Hörsturz verließ Claus Reinholdt die Band.
2010 folgte das Album Pirates from Hell, welches Yvonne und Jimmy Durand gemeinsam mit dem Keyboarder Tony Carey und dem Schlagzeuger Karsten Kreppert einspielten. Die Band trat im Sommer 2010 bei einigen Festivals auf.
Schlagzeuger Claus "Bubi the Schmied" Reinholdt verstarb in der Nacht auf den 2. Januar 2018 im Alter von 60 Jahren.
Zed Yago war Ende der Achtzigerjahre nicht die einzige "Female Fronted" Rockband. Außer Warlock wurden u. a. Lee Aaron (Kan), Holy Moses (Ger), Vixen (USA), Blitzz (DDR), Saraya (USA), Laos (Ger) und Phantom Blue (USA) von Sängerinnen angeführt bzw. ausschließlich von Frauen betrieben. Hinzu kommen Solo-Künstlerinnen wie Lita Ford und Joan Jett.

## Stil
Stilistisch ist die Band nach eigener Aussage der Richtung „Dramatic Metal“ zuzuordnen, womit sie typisch deutsche, eher schwere und harte Musik meint, die auch von klassischer Musik wie Richard Wagner inspiriert ist. Während sie früher eher mit der Musik von Accept und dem Gesang von Warlock verglichen wurde, kann man heute von einer gewissen Ähnlichkeit zum Stil von Nightwish oder Within Temptation sprechen. Die Texte waren der Band immer wichtig und handelten, teilweise mit Referenzen auf die klassische Literatur, zum Beispiel von verlorener Fantasie.

## Diskografie
- 1988: From Over Yonder
- 1989: Pilgrimage
- 2002: The Best Of (aus rechtlichen Gründen unter dem Namen Zed Yago from the Twilight Zone; enthält auch Stücke des ersten Velvet Viper Albums)[4]
- 2005: The Invisible Guide
- 2006: Live 20th Anniversary
- 2010: Pirates from Hell